# Bonifatiusroute
De Bonifatiusroute is een toeristische wandelroute door de binnenstad van Dokkum (Friesland). De route gaat langs 10 kunstobjecten die elk staan voor een verhaal rondom bisschop Bonifatius.

## Route
De 10 stalen sculpturen met zilveren tekst ingegraveerd.
| Tekst                       | Vorm       | Locatie                                                            | Afbeelding |
| --------------------------- | ---------- | ------------------------------------------------------------------ | ---------- |
| "Geen eik meer heilig"      | Eikenboom  | Kruising Markt en Kerkstraat Aanliggend Grote of Sint-Martinuskerk |            |
| "Een boek als schild"       | Bonifatius | Koningstraat Aanliggend Sint-Bonifatiuskerk                        |            |
| "Rots in de branding"       | Roeiboot   | De Zijn / De Dijk Aanliggend Dokkumergrootdiep                     |            |
| "De goede herder"           |            | Woudweg                                                            |            |
| "Zoetwaterbron"             | Leeuw      | Bronlaan                                                           |            |
| "Grootgrondbezitter"        | Valken     | Woudpoort                                                          |            |
| "De blaffende hond"         | Hond       | Zuiderbolwerk                                                      |            |
| "Ruwe stormen mogen woeden" |            |                                                                    |            |
| "De bijbel is goud waard"   |            |                                                                    |            |
| "Waterland"                 |            | Boterstraat                                                        |            |